# Ampasimanjeva
Ampasimanjeva is een plaats en gemeente in Madagaskar gelegen in het district Manakara van de regio Vatovavy-Fitovinany. Er woonden bij de volkstelling in 2001 ongeveer 22.000 mensen.
In de plaats is basisonderwijs en voortgezet onderwijs voor jonge kinderen beschikbaar. In de plaats zijn ziekenhuis voorzieningen. 92,5% van de bevolking is landbouwer. Het belangrijkste gewas is rijst en kruidnagel, maar er wordt ook cassave verbouwd. 7% van de bevolking is werkzaam in de dienstensector en 0,25% in de industriesector. De overige 0,25% van de bevolking voorziet in levensonderhoud via de visserij .